# Ludwik Gołyński
Ludwik Gołyński herbu Prawdzic – pisarz jurysdykcji marszałkowskiej w 1793 roku, poseł województwa czernihowskiego na sejm grodzieński (1793), marszałek konfederacji targowickiej województwa czernihowskiego, od 1795 asesor w sądach apelacyjnych.